# Reloj de incienso
El reloj de incienso ( chino simplificado : 香钟 , chino tradicional : 香钟 ; pinyin : Xiangzhong ; Wade-Giles : Chung-Hsiang, literalmente, "reloj de la fragancia") es un dispositivo chino de cronometraje que apareció durante la dinastía Song (960-1279) y se extendió a países vecinos como Japón . Los cuerpos de los relojes 'son efectivamente especializados incensarios que sostienen incienso en palitos o incienso en polvo que se han fabricado y calibrado a una tasa conocida de combustión, la que se emplea para medir minutos, horas o días. El reloj también puede contener las campanas y gongs, que actúan como delanteros. Aunque el reloj de agua y el reloj astronómico, eran conocidos en China (por ejemplo: Su canción ), los relojes de incienso se utilizaban comúnmente en los hogares y templos en tiempos dinásticos.